# Maçambara

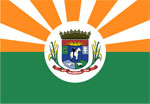
Bandera de Maçambara.

Maçambara es un municipio brasileño del estado de Rio Grande do Sul.
Se encuentra ubicado a una latitud de 29º08'34" Sur y una longitud de 56º03'54" Oeste, estando a una altitud de 110 metros sobre el nivel del mar. Su población estimada para el año 2004 era de 5.339 habitantes.
Ocupa una superficie de 1682,5 km².
- Datos: Q1750082
- Multimedia: Maçambara / Q1750082